# Serrat de Broculús
El Serrat de Broculús és una muntanya de 1.327 metres que es troba al municipi del Pont de Suert, a la comarca catalana de l'Alta Ribagorça.